# Ingolf Lück
Ingolf Guenter Lück (Bielefeld, 26 april 1958) is een Duitse acteur, stemacteur, presentator, komiek en regisseur.

## Jeugd en opleiding
Na het eindexamen aan het Ratsgymnasium Bielefeld in 1978 studeerde Lück germanistiek, filosofie en pedagogiek en speelde daarnaast stukken bij het FRAPP-theater, samen met Andreas Liebold en Fritz Tietz, waaronder Der Klassenfeind van Nigel Williams en Und sie legten den Blumen Handschellen an van Fernando Arrabal. Met Andreas Liebold stichtte hij bovendien de Zick-Zack-Theaterbande, een circustheaterprogramma voor kinderen. In 1982 stichtte hij het rocktheater Das Totale Theater, waarmee hij in 1984/1985 in Keulen optrad. Later speelde hij hier met de toentertijd onbekende Hape Kerkeling in een programma. Er volgden verbintenissen bij het Düsseldorfer Schauspielhaus, Schauspiel Bonn en het Hamburger Schauspielhaus.

## Carrière
In het Sprungbrett werd hij ontdekt en gecontracteerd voor de ARD-muziekvideo-uitzending Formel Eins, die hij vanaf januari tot december 1985 presenteerde, waarna hij zijn contract inleverde. Tijdens zijn Formel Eins-periode speelde hij mee in Der Formel Eins Film, terwijl de rol werd geschreven voor zijn voorganger Peter Illmann. In 1986 speelde hij de hoofdrol in de komedie Peng! Du bist Tod!. Daarna was hij te zien in verschillende tv-producties, waaronder Pssst … met Harald Schmidt, Lücks Sketchsalat en Pack die Zahnbürste ein. Van 1990 tot 1992 presenteerde hij de reisspelshow 10 oder geh'n (ZDF). De uiteindelijke doorbraak lukte hem met Die Wochenshow (1996 tot 2002, Sat.1), waarin hij als anchorman fungeerde. Verder speelde hij mee in talrijke sketches.
Aansluitend kreeg Lück meerdere aanbiedingen voor de presentatie van programma's van de zenders ProSieben en Sat.1. Bij ProSieben presenteerde hij een show, die in afleveringen de Top-100 onderzocht van een bepaald themabereik, zoals Die 100 nervigsten Deutschen of Die 100 nervigsten Popsongs. Voor een korte periode leidde hij de show Freispruch – Die Comedy-Jury, die wekelijks actuele gebeurtenissen met humor moest analyseren, maar al vroegtijdig het veld moest ruimen wegens een gebrek aan goede kijkcijfers. Bij beide shows werkte hij samen met vier komieken. Verder was hij hoofdrolspeler in de ProSieben-komedie-serie Das Büro en in de Sat.1-sitcom Der Doc. In 2006 presenteerde hij de producties Darf man das? en Experiment Incognito bij Kabel eins.
In 2002 keerde hij na zeven jaar afwezigheid weer terug op het theaterpodium. Met het solostuk Caveman onder de regie van Esther Schweins vierde hij successen in Keulen, Berlijn en omgeving. In 2003 regisseerde hij voor de eerste keer, na een regie-succes van de Physiker (1977, in een schoolopvoering), bij het Canadese stuk Traumfrau Mutter, waarin zes vrouwen vertellen, hoe het is om plotseling moeder te worden. Het stuk werd erg populair in Berlijn, München, Hamburg, Oostenrijk en Zwitserland. In december 2005 speelde hij in een musical. Als kandelaar Lumiere behoorde hij tot de première-bezetting van Walt Disneys Die Schöne und das Biest in Oberhausen. Sinds 2007 is hij met de door hem geregisseerde Solo One Way Man op tournee. In 2009 regisseerde hij de vervolgproductie van Traumfrau Mutter, Voll die Mutter – Traumfrau 2.
Stipt tijdens het wereldkampioenschap voetbal en het Europees kampioenschap presenteerde hij ook op uitzenddagen van het ZDF de comedyshow Nachgetreten. In 2007 presenteerde hij samen met Julia Westlake Lachen macht Spaß (NDR). In 2009 was hij te zien in het Theater am Kurfürstendamm in Berlijn en in het Winterhuder Fährhaus in Hamburg in het stuk Die 39 Stufen. Hij speelde zelf de hoofdrol en voerde zelf regie in de tot dan 250 uitverkochte voorstellingen. In januari en februari 2010 ging Die 39 Stufen op tournee in Duitsland en Oostenrijk. Zijn sketchcomedy Lucky Lück begon aanvankelijk met 12 afleveringen in oktober 2009 in Sat.1 comedy. In januari 2010 was hij te gast in een aflevering van Schillerstraße. Zijn derde soloprogramma Zurück zu Lück stuurde hij vanaf april 2010 op tournee. Er volgde de Lück-im-Glück-Tour 2010 en 2011. In 2011 werd  Die Wochenshow bij Sat1 in ere hersteld, maar na acht afleveringen weer stopgezet. Van januari 2012 tot januari 2014 was Lück te horen op de radio in de Ingo Lück Show bij Antenne 1, Radio Regenbogen, Radio 7 en RPR1.

## Privéleven
Ingolf Lück heeft twee kinderen en woont in Keulen. Hij is beschermheer van de stichting Augenblicke, die aandacht besteedt aan ouders van kinderen met spina bifida en/of hydrocefalus. Hij is ook oprichtingslid van de vereniging Hand in Hand für Afrika en peetvader van het kinderhospitaal Bethel voor stervende kinderen.

## Onderscheidingen
- 1999: Romy: Beste Programma-idee voor Die Wochenshow
- 1999: Deutscher Comedypreis: Beste Comedyshow voor Die Wochenshow
- 2014: Deutscher Comedypreis Ereprijs
- 2016: Verdienstorden van het land Nordrhein-Westfalen

## Filmografie

### Bioscoop en televisie
- 1985: Der Formel Eins Film (rol: Ingolf Lück)
- 1987: Der Fahnder (rol: Georg Vogel)
- 1987: Peng! Du bist tot! (rol: Kai Westerburg)
- Jaren 1990: Anti-AIDS-Werbung (Tina, was kosten die Kondome?) - Hella von Sinnen
- 1990: Von Zeit zu Zeit
- 1991: Der Verführer (rol: de verleider)
- 1992: Otto – Der Liebesfilm (rol: modeontwerper Lucky)
- 1994–1995: Einsatz für Lohbeck (rol: Andy 'King' König)
- 1995: Die Drei (rol: Benno)
- 1996: Drei Mann im Bett
- 1996: Tatort: Tod im All
- 1997: Der Pirat (rol: Theo)
- 1997: Wildbach (rol: Rottmann)
- 1998: Zärtliche Begierde (rol: Heiner)
- 1998: Kein Mann für eine Nacht (rol: Klaus; Ein Kinderstar im Waisenhaus)
- 1998: Varell & Decker
- 1999: Bang Boom Bang – Ein todsicheres Ding (rol: pornoregisseur Uwe)
- 1999: Black Souls
- 2000: Thrill – Spiel um Dein Leben (rol: Volker)
- 2001: Zum Glück verrückt – eine unschlagbare Familie (rol: Jonny Berg)
- 2002: Broti & Pacek (Südlich der Gürtelschnalle - rol: Mark Hartmann)
- 2003: Crazy Race (rol: Moltke)
- 2004: Mein Bruder ist ein Hund (rol: regisseur)
- 2004: Stefanie: Comeback (rol: Lorenz Schubert)
- 2004–2005: Bewegte Männer (Das Wunder von Köln, Die Party – rol: Paul)
- 2005: Die Schokoladenkönigin (rol: aanklager Wolfgang)
- 2006: Crazy Race 3 – Sie knacken jedes Schloss (rol: Bernie)
- 2006: Pastewka (Der Unfall, Die Einweihungsparty – rol: Ingolf Lück)
- 2006: Anja & Anton (rol: mijnheer Kegelberg)
- 2007: Deutschland ist schön (luitenant Kuhn)
- 2007: Moppel-Ich (rol: dr. Kunz)

### Show en comedy
- 1985: Formel Eins (presentator, 42 afleveringen)
- 1986: Lücks Comedy Cocktail (6 afleveringen)
- 1987: Lücks Zeitlupe (6 afleveringen)
- 1987–1989: Hut Ab (11 afleveringen)
- 1988: Lücks Sketchsalat (6 afleveringen)
- 1990–1993: Pssst … (72 afleveringen)
- 1992–1993: Die Gong Show (26 afleveringen)
- 1992–1995: 10 oder gehen (21 afleveringen)
- 1995: Nobody is Perfect (52 afleveringen)
- 1995–1996: Pack die Zahnbürste ein (11 afleveringen)
- 1995–1997: Traumtänzer (9 afleveringen)
- 1996: Wer kann der kann (6 afleveringen)
- 1996–2002: Die Wochenshow (220 afleveringen)
- 1997: No Sports (9 afleveringen)
- 1998: Stars in der Manege (circusdirecteur, 2 afleveringen)
- 1999: Voll Witzig (presentator, 46 afleveringen)
- 2000: Der DOC - Schönheit ist machbar (rol: Konrad Arnold, 9 afleveringen)
- 2001: C.O.P.S - Die Pannenshow (rol: Großcop Lück, 4 afl. - Bernhard Hoëcker)
- 2001: C.O.P.S - Best of TV (rol: Großcop Lück, 12 afleveringen)
- 2002: Ein roter Teppich für … Brigitte Mira
- 2003–2006: Die 100 Nervigsten… (10 afleveringen)
- 2003–2004: Das Büro (rol: Arnulf Behrensen, 20 afleveringen)
- 2004–2008: Nachgetreten zu WM 06 und EM 08 (24 afleveringen)
- 2004: Freispruch - Die Comedy Jury (8 afleveringen);
- 2006: Best of Formel 1 (35 afleveringen)
- 2005–2006: Typisch Frau – Typisch Mann (6 afleveringen)
- 2006–2007: Darf man das? (11 afleveringen)
- 2007: Experiment Inkognito (4 afleveringen)
- 2009: SatireGipfel
- 2010: Lucky Lück
- 2010: SatireGipfel
- 2011: Arosa Humor-Festival
- 2011: Die Wochenshow (8 afleveringen)
- 2012: Wir lieben... (6 afleveringen)
- 2013: So lacht NRW
- 2013: 21 Dinge (tot nu toe 3 afleveringen)
- 2015: Mit Lück durchs Land (tot nu toe 4 afleveringen)

### Theater en musical
- 1984: Revolte im Erziehungshaus (rol: Bruno), Stadttheater Bielefeld
- 1986: Totenfloß (rol: Checker), Schauspielhaus Düsseldorf
- 1987: Schauspielhaus Bonn
- 1989: Talk Radio (rol: Barry Champlain), Hamburger Schauspielhaus; Kamasutra, musical mit Richenel, Krefeld
- 1997: Varieté Dortmund, Bochum, Essen, Montreux
- 2002: Caveman (rol: Tom), Köln, Berlin, Bonn, Paderborn, Gelsenkirchen
- 2006–2007: Die Schöne und das Biest (musical) (rol: Lumiere), Metronom-Theater Oberhausen
- 2007: One Way Man (rol: Frank), Berlin, Stuttgart, Köln, Basel (CH) e. a.
- 2008–2009: Die 39 Stufen (rol: Richard Hannay), Theater am Kurfürstendamm
- 2010: Zurück zu Lück!-Tour
- 2010–2011: Die 39 Stufen-Tour
- 2011–2013: Lück im Glück-Tour
- 2013: Dierk Gewesen und die glorreichen Sechs (rol: commissaris Gewesen), Kulturbrauerei Berlin
- 2014: Ach, Lück mich doch!-Tour
- 2014: SEITE EINS – Stück für einen Mann und ein Smartphone (rol: Marco)

### Regie
- 2003: Traumfrau Mutter
- 2007: One Way Man
- 2007: Ham se noch Hack? Tim Mälzer Tour
- 2008-2011: Die 39 Stufen
- 2009: Traumfrau Mutter (II)
- 2010: Zurück zu Lück
- 2010: Lück im Glück
- 2012: Traumfrau Mutter Reloaded
- 2014: Ach Lück mich doch

### Synchroonrollen
- 1998: Dr. Dolittle (rol: Rat)
- 1999: Tobias Totz (rol: misdadiger)
- 2000: Chicken Run (rol: Rocky)
- 2001: Der kleine Eisbär (rol: vader Mika)
- 2003: In einem Land vor unserer Zeit (animatieserie) (rol: vader)
- 2004: Scooby Doo 2 (rol: Scooby Doo)
- 2005–2014: Der kleine Eisbär (rol: vader Mika)

- Gemeinsame Normdatei: 128989459
- International Standard Name Identifier: 0000 0003 7208 690X
- Library of Congress Control Number: no2014154574
- MusicBrainz: 8ad22bb8-876d-43fa-90a8-de359b042011
- Nederlandse Thesaurus van Auteursnamen: 072071796
- Virtual International Authority File: 69996305
- WorldCat: E39PBJhdckH9dwPQ9pJK6PHpyd